# Karl Ludwig Schmidt
Pour les articles homonymes, voir Schmidt.
Karl Ludwig Schmidt, né le 5 février 1891 à Francfort-sur-le-Main et mort le 10 janvier 1956 à Bâle, est un théologien luthérien allemand, professeur de Nouveau Testament à l'université de Bâle.

## Biographie
Après avoir été l'assistant d'Adolf Deissmann à l'université de Berlin, Karl Ludwig Schmidt est professeur d'études néotestamentaires à l'université de Giessen en 1921-1925, puis à celle d'Iéna en 1925-1929 et enfin de 1929 à septembre 1933 à l'université de Bonn, dont il est exclu par le régime nazi en raison de son opposition au « paragraphe aryen » qui écarte les Juifs de la fonction publique.
Réfugié en Suisse à partir de 1934, Schmidt enseigne l'exégèse biblique à l'université de Bâle de 1935 à 1953. Son fils, Martin Anton Schmidt (1919-2015), sera professeur d'histoire de l'Église dans la même université.

## Thèses
Pour Karl Ludwig Schmidt, les textes des Évangiles canoniques résultent de la transcription écrite de traditions orales. Son livre Der Rahmen der Geschichte Jesu (1919, Berlin, Trowitzsch) affirme que la chronologie de l'Évangile selon Marc est une invention de son rédacteur. En utilisant la méthode de la Formgeschichte (critique des formes), Schmidt démontre qu'un « éditeur » a composé le récit en assemblant des fragments qui n'avaient pas d'ordre chronologique au départ. Cette découverte représente à la fois un défi et une étape majeure dans la quête du Jésus historique. L'importance de cet essai dans le développement de l'exégèse biblique est rappelée par Daniel Marguerat, qui le place dans les ouvrages de référence de la Formgeschichte, aux côtés de ceux de Martin Dibelius (1919) et de Rudolf Bultmann (1921).
En 1959, Karl Barth lui rend hommage en ces termes : « Karl Ludwig Schmidt, bien supérieur à moi, tant dans l'érudition que dans la pugnacité, mais toujours tellement stimulant… »

## Publications
- Die Pfingsterzählung und das Pfingstereignis. Leipzig: J. C. Hinrichs, 1919.
- Der Rahmen der Geschichte Jesu : literarkritische Untersuchungen zur ältesten Jesusüberlieferung. Berlin: Trowitzsch & Sohn, 1919; 2., unveränderter reprographischer Nachdruck / Darmstadt: Wissenschaftliche Buchgesellschaft, 1969.
- Die Stellung der Evangelien in der allgemeinen Literaturgeschichte. In: Eucharistērion. Festschrift für Hermann Gunkel. Göttingen: Vandenhoeck & Ruprecht 1923, S. 51–134 (Englisch: The place of the Gospels in the general history of literature. Transl. by Byron R. McCane. Columbia, SC : Univ. of South Carolina Press 2002).
- Die Stellung des Apostels Paulus im Urchristentum. Giessen : A. Töpelmann 1924 (Vorträge der theologischen Konferenz zu Giessen 39).
- Die Kirche des Urchristentums : eine lexikographische und biblisch-theologische Studie. Tübingen: J.C.B. Mohr (Paul Siebeck), 1932.
- Kirche, Staat, Volk, Judentum. Zwiegespräch [mit Martin Buber] im jüdischen Lehrhaus in Stuttgart am 14. Januar 1933. In: Theologische Blätter 12, 1933, S. 257–274.
- Jesus Christus im Zeugnis der Heiligen Schrift und der Kirche. Eine Vortragsreihe. München: Kaiser 1936 (Beiheft zur Evangelischen Theologie 2).
- Le problème du christianisme primitif. Quatre conférences sur la forme et la pensée du Nouveau testament. Paris: Librairie Ernest Leroux, 1938.
- ekklesia. In: Theologisches Wörterbuch zum NT, Bd. III, 1938, S. 502–539 (Englisch: The church. London: Adam and Charles Black, 1950; 2. Edition 1957; Französisch: Eglise; trad. de Hélène Alexandre. Genève: Labor et fides, 1967).
- Die Polis in Kirche und Welt : eine lexikographische und exegetische Studie. Rektoratsprogramm der Universität Basel für das Jahr 1939. Basel: F. Reinhardt, 1939.
- Ein Gang durch den Galaterbrief : Leben, Lehre, Leitung in der Heiligen Schrift. Zollikon-Zürich: Evangelischer Verlag, 1942.
- Die Judenfrage im Lichte der Kapitel 9–11 des Römerbriefes. Zollikon-Zürich: Evangelischer Verlag, 1943 (Theologische Studien 13).
- Kanonische und apokryphe Evangelien und Apostelgeschichten. Basel: H. Majer, 1944.
- Aus der Johannes Apokalypse dem letzten Buch der Bibel. Basel: Heinrich Majer, cop. 1944.
- Das Pneuma Hagion als Person und als Charisma. Zürich: Rhein-Verl, 1946.
- Wesen und Aufgabe der Kirche in der Welt; Verhandlungen des Schweizerischen reformierten Pfarrvereins vom 23.–25. September 1946 in Romanshorn (85. Tagung). Zürich: Zwingli-Verlag, 1947.
- Die Natur- und Geistkräfte im paulinischen Erkennen und Glauben. Zürich: Rhein-Verl, 1947.
- Basileia. London: Adam and Charles Black, 1957.
- Neues Testament, Judentum, Kirche. Kleine Schriften, hrsg. zu seinem 90. Geburtstag am 5. Februar 1981 von Gerhard Sauter. München 1981 (Theologische Bücherei 69).